# Pont de pedra en sec (la Galera)
El Pont de pedra en sec és una obra de la Galera (Montsià) inclosa a l'Inventari del Patrimoni Arquitectònic de Catalunya.

## Descripció
Pont de pedra en sec construït pel sistema de la falsa volta. A les vores del barranc s'hi construïren dos marges amb les carades enfrontades, separats 1,15 m. Amb una llargada de 5,90 m s'alcen verticals fins 1,20 m on comença la falsa volta amb filades velades per tancar a 2,20 m de terra amb 9 lloses ben grans.
Als extrems de la volta dos marges fan de contenció i s'aixequen a mode de timpans fins 1,30 per dalt d'aquesta per pujar el nivell del camí i facilitar el transit.